# Chan Kwong Beng
Chan Kwong Beng (* 2. Juni 1988 in Perak) ist ein malaysischer Badmintonspieler.

## Karriere
Chan Kwong Beng wurde bei den Südostasienspielen 2007 Dritter mit seinem Nationalteam. Bei den Singapur International 2007 belegte er Rang zwei, bei den Vietnam International 2007 Rang drei. Zweiter wurde er ebenfalls bei den Malaysia International 2009, Dritter bei den Vietnam International 2009. 2012 nahm er an der Badminton-Asienmeisterschaft teil.